# О Се Хун (певец)
О Се Хун (кор. 오세훈; род. 12 апреля 1994 года, Сеул) — южнокорейский певец, рэпер, танцор, модель и актёр. Участник бой-бенда EXO и подгруппы EXO-K и её подразделения EXO-SC. Помимо деятельности своей группы, Сехун также снялся в различных телевизионных дорамах и фильмах, таких как «Попался!» (2018), «Тайные создатели королевы» (2018) и «Докго: Перезагрузка».

## Биография
О Се Хун родился 12 апреля 1994 года в округе Чуннан города Сеул. У него есть старший брат.
В феврале 2013 года окончил Сеульскую школу исполнительского искусства.

### Карьера
Сехун впервые был замечен агентом по поиску талантов S.M. Entertainment в 12 лет, когда он обедал с друзьями на улице. Хотя поначалу он убежал от агента и за ним гнались по улице, в конце концов он попал в S.M. Entertainment в 2008 году. В течение двух лет он прошёл четыре прослушивания. 10 января 2012 года Сехун стал пятым участником группы EXO, официально представленным публике. Сама группа дебютировала с мини-альбомом Mama 8 апреля 2012 года.
В феврале 2016 года Сехун получил награду Weibo K-Pop Star Award, на основе голосования пользователей китайской социальной сети Sina Weibo, на 5-й церемонии Gaon Chart K-Pop Awards. В марте Сехун снялся в главной роли в корейско-китайском фильме «Люблю человека-кота», который вышел в 2018 году. В июле Сехун объявил, что исполнит главную мужскую роль в предстоящей корейско-китайской веб-дораме «Мой дорогой Архимед», трансляция которого намечена на 2019 год.

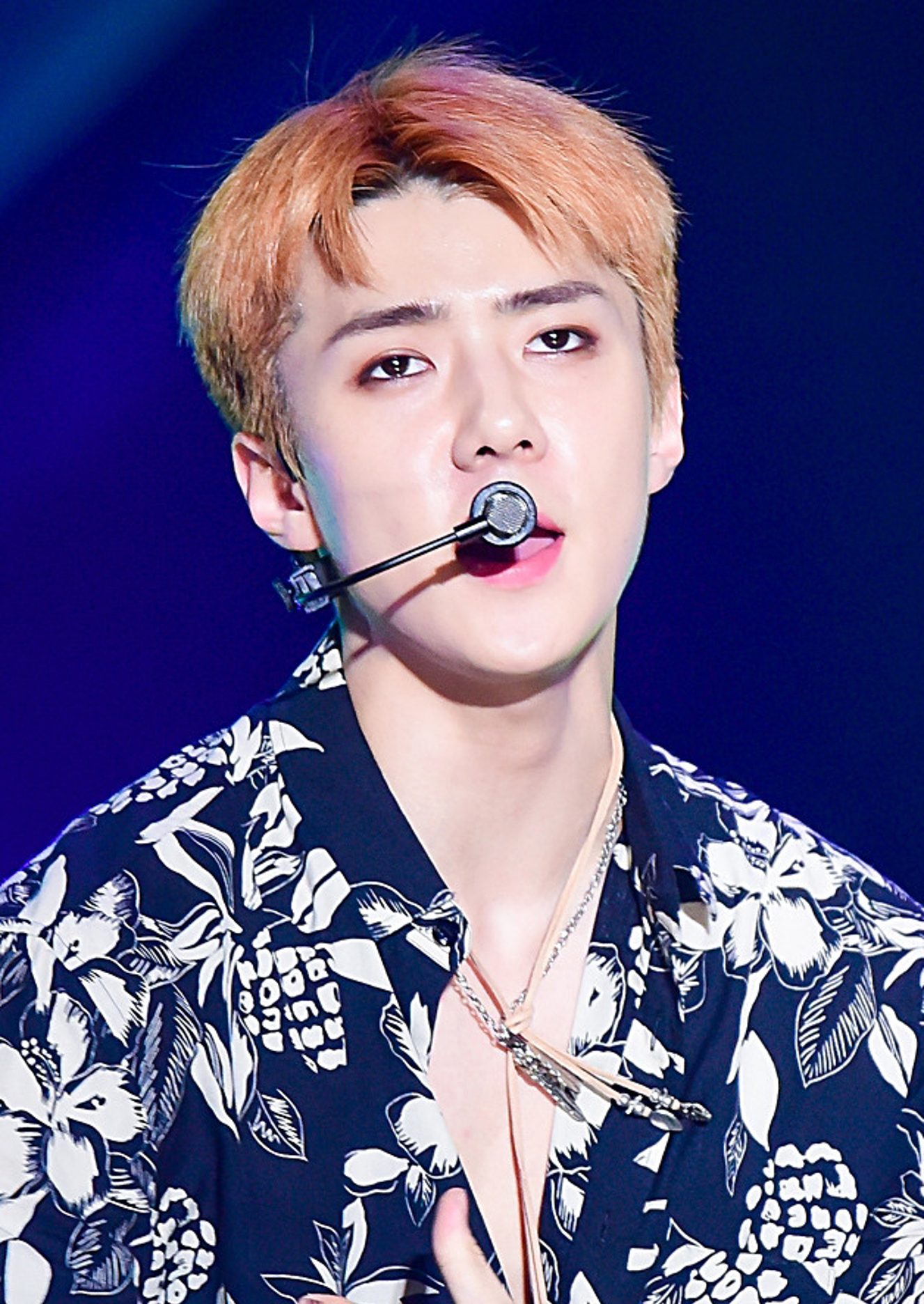
Сехун на Show! Music Core, 24 июля 2017 года

В 2017 году цифровой журнал моды I-Magazine, публикующийся в Великобритании, Корее, Китае и в других странах, объявил победителей Fashion Face Award 2017. Сехун занял третье место как самое приятное с эстетической точки зрения мужское азиатское лицо.
В сентябре было официально подтверждено, что Сехун примет участие в развлекательном шоу «Преступник — это ты» компании Netflix.
В 2018 году агентство SM Entertainment подтвердило, что Сехун снимется в экшн веб-дораме «Dokgo Rewind». Дорама основана на популярном вебтуне с тем же названием. Сехун сыграет главного героя Кан Хёка, который пытается отомстить школьной банде за своего погибшего брата. В мае было объявлено, что Сехун будет играть главную роль в веб-драме «Тайные создатели королевы».
14 сентября Сехун с другим членом Exo Чханёлем выпустили совместный сингл «We Young» для SM Station X 0. 19 сентября итальянский бренд мужской одежды Ermenegildo Zegna объявил, что Сехун наряду с китайским певцом и актером Уильямом Чаном, будет послом для линии одежды бренда XXX.
28 июня 2019 года было подтверждено, что Сехун вместе с другим членом Exo Чханёлем дебютируют в качестве второго официального подразделения EXO-SC. 22 июля они выпустили свой мини-альбом What A Life.
24 мая 2020 года Сехун стал новым представителем бренда Dr. Jart+ в Китае. Став представителем бренда, Dr. Jart+ добился самых высоких продаж во время китайского фестиваля покупок в середине года, а ограниченный набор масок продался в количестве 20 тысяч штук за девять минут.
В марте 2021 года было подтверждено, что его фильм «Человек-кот» будет выпущен, и это будет одна из первых работ, выпущенных в Китае, в которой участвует южнокорейский актёр, после ограничения корейской волны в Китае.
В 2022 году Сехун дебютировал в кино в фильме «Пираты: Последнее королевское сокровище». В марте  было объявлено, что Сехун сыграет главную роль в предстоящей оригинальной дораме «Все, что мы любили».

## Дискография

### Песни
| Название                                                                     | Год                | Высшая позиция     | Высшая позиция     | Высшая позиция     | Альбом                             |
| Название                                                                     | Год                | KOR                | KOR                | US World           | Альбом                             |
| Название                                                                     | Год                | Gaon               | Billboard          | US World           | Альбом                             |
| Как ведущий артист                                                           | Как ведущий артист | Как ведущий артист | Как ведущий артист | Как ведущий артист | Как ведущий артист                 |
| ---------------------------------------------------------------------------- | ------------------ | ------------------ | ------------------ | ------------------ | ---------------------------------- |
| «Beat Maker»                                                                 | 2014               | —                  | —                  | —                  | Exology Chapter 1: The Lost Planet |
| Коллаборации                                                                 |                    |                    |                    |                    |                                    |
| «We Young» (with Чанёля)                                                     | 2018               | 72                 | 71                 | 3                  | Non-album single                   |
| "—" denotes releases that did not chart or were not released in that region. |                    |                    |                    |                    |                                    |

## Фильмография

### Фильмы
| Название                                  | Год  | Роль    | Примечания   |
| ----------------------------------------- | ---- | ------- | ------------ |
| «Человек-кот»                             | 2021 | Лян Цюй | Главная роль |
| «Пираты: Последнее королевское сокровище» | 2022 | Хан Гун | Главная роль |

### Телесериалы
| Название                          | Год       | Телеканал     | Роль               | Примечания          |
| --------------------------------- | --------- | ------------- | ------------------ | ------------------- |
| «Для тебя во всем цвету»          | 2012      | SBS           | В роли самого себя | Камео; эпизод 2     |
| «Добро пожаловать на виллу Рояль» | 2013      | jTBC          | В роли самого себя | Камео; эпизод 2     |
| «Мои соседи EXO»                  | 2015      | Naver TV Cast | Сехун              | Главная роль        |
| «Тайные создатели королевы»       | 2018      | Naver TV Cast | Сехун              | Главная роль        |
| «Докго: Перезагрузка»             | 2018      | Oksusu        | Кан Хёк            | Главная роль        |
| «Теперь мы расстаемся»            | 2021–2022 | SBS           | Хван Чи Хён        | Второстепенная роль |
| Всё, что мы любим                 | 2023      | TVING         | Го Ю               | [ 19 ] [ 24 ]       |
| «Мой дорогой Архимед»             | TBA       | TBA           | Ян Су              | Главная роль        |

### Развлекательные шоу
| Год  | Название       | Роль     | Примечания                        | Ссылка |
| ---- | -------------- | -------- | --------------------------------- | ------ |
| 2021 | Дом на колëсах | Участник | в команде актёров (The Pirates 2) |        |

## Награды и номинации
| Год  | Награда                     | Категория                                           | Номинируемая работа   | Результат | Ссылка |
| ---- | --------------------------- | --------------------------------------------------- | --------------------- | --------- | ------ |
| 2015 | 5-я Gaon Chart Music Awards | Weibo K-Pop Star Award                              | н/д                   | Победа    | [ 25 ] |
| 2016 | 6-я Gaon Chart Music Awards | Артист по выбору фанатов — Личность                 | н/д                   | Победа    | [ 26 ] |
| 2017 | 5-я V Chart Awards          | Самый популярный артист сегодня вечером             | н/д                   | Победа    | [ 27 ] |
| 2017 | Fashionista Awards          | Глобальная Икона                                    | н/д                   | Победа    | [ 28 ] |
| 2018 | 3-я Asia Artist Awards      | Starpay Popularity Award (Actor)                    | н/д                   | Победа    | [ 29 ] |
| 2019 | Weibo Starlight Awards      | Зарубежная мужская премия                           | н/д                   | Победа    | [ 30 ] |
| 2019 | 14-я Soompi Awards          | Лучший Айдол актер                                  | «Докго: Перезагрузка» | Победа    | [ 31 ] |
| 2019 | 4-я Asia Artist Awards      | AAA x Dongnam Media & FPT Polytechnic Award (актёр) | н/д                   | Победа    | [ 32 ] |